# Wladislaw Walerjewitsch Kalarasch
Wladislaw Walerjewitsch Kalarasch (russisch Владислав Валерьевич Калараш, * 29. März 1968 in Moskau) ist ein ehemaliger russischer Handballspieler und heutiger Handballtrainer.

## Karriere
Der 1,93 m große mittlere Rückraumspieler spielte in seiner Heimat für ZSKA Moskau. 1992 wechselte er in die spanische Liga ASOBAL zu Bidasoa Irún, mit dem er 1993 die Copa ASOBAL gewann. Nach einem Jahr zog er weiter zu JD Arrate, von wo er nach einer weiteren Saison in die portugiesische Andebol 1 zu Sporting Lissabon wechselte. 1995 kehrte er zunächst nach Moskau zurück. Daraufhin unterschrieb er bei BM Granollers. Nach einem Jahr in Katalonien wurde er vom deutschen Zweitligisten TuS Schutterwald verpflichtet, mit dem ihm 1998 der Aufstieg in die Bundesliga gelang. Nachdem er 1999 den Abstieg in der Relegation gegen die SG Hameln vermeiden konnte, wechselte er zum Zweitligisten Eintracht Hildesheim, mit dem er im Jahr 2000 erneut aufsteigen konnte. Nach dem sofortigen Wiederabstieg verblieb er noch ein Jahr in der 2. Bundesliga, ehe er nach Russland zu Energia Woronesch zurückkehrte. Mit dieser Mannschaft erreichte er noch einmal das Viertelfinale im Europapokal der Pokalsieger 2002/03.
Mit der sowjetischen Juniorennationalmannschaft wurde Wladislaw Kalarasch 1989 Junioren-Weltmeister. Für die sowjetische Männer-Handballnationalmannschaft bestritt Kalarasch 15 Länderspiele, für die russische Nationalmannschaft noch zwei weitere.
Wladislaw Kalarasch gehörte dem Trainerstab von HK Motor Saporischschja an, wo auch sein Sohn Gleb Kalarasch von 2015 bis 2017 spielte.